# Chehel Zari
Chehel Zari (em persa: چهل زرعي, também romanizada como Chehel Zar‘ī) é uma aldeia do distrito rural de Surmaq, no condado de Abadeh, na província de Fars, Irã.